# Сойопа (муниципалитет)
Сойопа (исп. Soyopa) — муниципалитет в Мексике, штат Сонора, с административным центром в одноимённом посёлке. Численность населения, по данным переписи 2020 года, составила 1368 человек.

## Общие сведения
Название Soyopa с языка индейцев яки можно перевести как — горячая земля.
Площадь муниципалитета равна 1716,8 км², что составляет 1 % от площади штата, а наиболее высоко расположенное поселение Тринчерас, находится на высоте 831 метр.
Он граничит с другими муниципалитетами Соноры: на севере с Сан-Педро-де-ла-Куэвой, на востоке с Баканорой, на юго-востоке с Екорой, на юге с Онавасом, на западе с Сан-Хавьером, Ла-Колорадой и Вилья-Пескейрой.

## Учреждение и состав
Муниципалитет был образован 8 мая 1935 года, по данным 2020 года в его состав входит 40 населённых пунктов, самые значимые из которых:
| Код INEGI                  | Населённый пункт                                                                         | Численность населения (2005 год) | Численность населения (2010 год) | Численность населения (2020 год) |
| -------------------------- | ---------------------------------------------------------------------------------------- | -------------------------------- | -------------------------------- | -------------------------------- |
| 061                        | Всего                                                                                    | 1209                             | 1284                             | 1368                             |
| 0018                       | Ла-Эстрелья (исп. La Estrella) 28°56′33″ с. ш. 109°38′38″ з. д.                          | 362                              | 369                              | 351                              |
| 0009                       | Сан-Антонио-де-ла-Уэрта (исп. San Antonio de la Huerta) 28°37′48″ с. ш. 109°36′40″ з. д. | 174                              | 210                              | 297                              |
| 0011                       | Тоничи (исп. Tónichi) 28°35′52″ с. ш. 109°33′57″ з. д.                                   | 224                              | 288                              | 280                              |
| 0007                       | Ребейко (исп. Rebeico) 28°53′11″ с. ш. 109°44′56″ з. д.                                  | 146                              | 155                              | 133                              |
| 0001                       | Сойопа (исп. Soyopa) 28°45′51″ с. ш. 109°38′05″ з. д. (административный центр)           | 153                              | 130                              | 131                              |
| 0003                       | Эль-Льяно-Колорадо (исп. El Llano Colorado) 28°55′56″ с. ш. 109°49′42″ з. д.             | 56                               | 24                               | 35                               |
| —                          | Прочие                                                                                   | 94                               | 108                              | 141                              |
| Названия на карте Генштаба |                                                                                          |                                  |                                  |                                  |

## Экономическая деятельность
По статистическим данным 2000 года, работоспособное население занято по секторам экономики в следующих пропорциях:
- сельское хозяйство, скотоводство и рыбная ловля — 35,8 %;
- промышленность и строительство — 37,4 %;
- торговля, сферы услуг и туризма — 25,3 %;
- безработные — 1,5 %.

## Инфраструктура
По статистическим данным 2020 года, инфраструктура развита следующим образом:
- электрификация: 97,9 %;
- водоснабжение: 77,8 %;
- водоотведение: 95 %.